# Scofield (Utah)
Scofield è una città degli Stati Uniti d'America, situata nello Stato dello Utah, nella Contea di Carbon.